# Crassignatha danaugirangensis
Espèce
Crassignatha danaugirangensis est une espèce d'araignées aranéomorphes de la famille des Symphytognathidae.

## Distribution
Cette espèce est endémique de Bornéo. Elle se rencontre en Malaisie au Sabah et au Brunei.

## Description
Le mâle holotype mesure 0,7 mm et la femelle paratype 0,9 mm.

## Toile
Cette araignée construit une toile horizontale de 40 mm de diamètre près du sol.

## Étymologie
Son nom d'espèce, composé de danaugirang et du suffixe latin -ensis, « qui vit dans, qui habite », lui a été donné en référence au lieu de sa découverte, le Danau Girang Field Centre.

## Publication originale
- Miller, Schilthuizen, Lilliendahl Burmester, van der Graaf, Merckx, Jocqué, Kessler, Fayle, Breeschoten, Broeren, Bouman, Chua, Feijen, Fermont, Groen, Groen, Kil, de Laat, Moerland, Moncoquet, Panjang, Philip, Roca-Eriksen, Rooduijn, van Santen, Swakman, Evans, Evans, Love, Joscelyne, Tober, Wilson, Ambu & Goossens, 2014 : « Dispatch from the field: ecology of ground-web-building spiders with description of a new species (Araneae, Symphytognathidae). » Biodiversity Data Journal, vol. 2, no e1076, p. 1-13 (texte intégral).